# Bundesstrasse 58
Bundesstrasse 58 är en förbundsväg i Nordrhein-Westfalen, Tyskland. Vägen är 150 kilometer lång och går ifrån Gränsövergång Venlo till Beckum via bland annat Dorsten och Drensteinfurt.